# 夢想庭園
《夢想庭園》（日语：／ Musō Garden）是CooRie的第17張單曲，於2010年7月7日由GloryHeaven發售。

## 收錄曲
（全作詞・作曲：rino）
1. [4:22]
編曲：大久保薰
  - OVA《「文學少女」回憶篇》主題歌
2. Like A Music [3:44]
3. （instrumental）
4. Like A Music（instrumental）

## 收錄於專輯
| 曲名 | 收錄於 | 発売日         | 備考                  |
| ---- | ------ | -------------- | --------------------- |
|      |        | 2010年10月20日 | CooRie的第5個原創專輯 |

## 外部連結
- Lantis上的介紹 （页面存档备份，存于）（日語）